# Werner Reich (Politiker)

Werner Reich, 1971

Werner Reich (* 16. Juli 1917 in Basel; † 27. Mai 1994 in Zürich) war ein Schweizer Politiker (erst FDP, dann Republikanische Bewegung).

## Biografie
Werner Reich studierte Rechts- und Wirtschaftswissenschaften in Zürich, wo er 1941 zu Dr. iur. promovierte. Von 1943 bis 1956 führte er eine Gerichts- und Anwaltspraxis in Zürich; 1956 übernahm er die Kommerz-Union AG Zürich und betätigte sich als Finanz- und Wirtschaftskonsulent. 1941 gründete er die politische Volkshochschule der FDP Zürich und 1942 die Jungfreisinnigen Zürich.
Reich war Mitglied der FDP; dann wechselte er zur Republikanischen Bewegung über. 1970 zog er nach Zug ZG und wurde als Republikaner in den Kantonsrat gewählt. 1971 kehrte er nach Zürich zurück und war von 1971 bis 1975 Zürcher Nationalrat der republikanisch-nationalen Fraktion.
Reich äusserte sich vorwiegend zu Fragen der Jugend und Politik sowie zur «Überfremdung». Er war Präsident der Aktionsgemeinschaft Rettet das Engadin.